# یواس‌اس نیوبرارا (ای‌او-۷۲)
یواس‌اس نیوبرارا (ای‌او-۷۲) (به انگلیسی: USS Niobrara (AO-72)) یک کشتی بود که طول آن ۵۰۱ فوت ۷٫۷۵ اینچ (۱۵۲٫۹۰۱۷ متر) بود. این کشتی در سال ۱۹۴۲ ساخته شد.